# Manifestacja Czarnej Siły podczas Igrzysk Olimpijskich w 1968

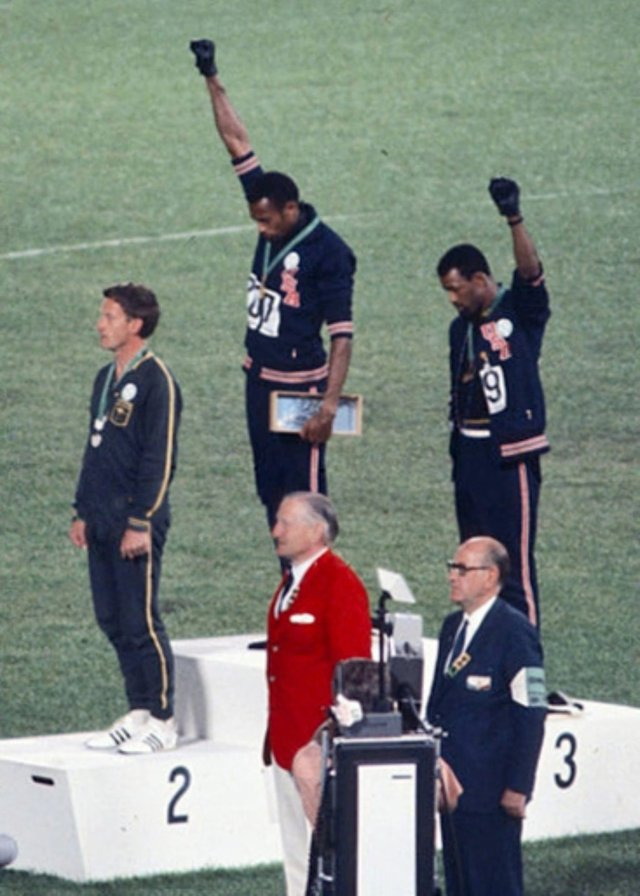
Peter Norman, Tommie Smith i John Carlos (na podium, od lewej)

Manifestacja Czarnej Siły (Black Power) podczas Igrzysk Olimpijskich w 1968 – seria politycznych gestów i akcji podczas Letnich Igrzysk Olimpijskich w Meksyku 16 października 1968 roku wykonanych przez Tommie’ego Smitha i Johna Carlosa, podczas dekoracji medalowej po biegu mężczyzn na 200 metrów oraz odgrywania hymnu USA.

## Tło polityczne
Wiele grup nacisku i państw od dawna starało się wykorzystać neutralne igrzyska olimpijskie do celów politycznych lub propagandowych. W 1968 roku olimpiada odbywała się kilka miesięcy po zabójstwie integracjonisty Martina Luthera Kinga. W okresie bezpośrednio przed wydarzeniem odbywały się protesty przeciwko wojnie w Wietnamie. 10 dni przed otwarciem Letnich Igrzysk Olimpijskich na Placu Trzech Kultur w Meksyku zebrała się nieuzbrojona grupa protestujących pragnących zakłócić przebieg olimpiady. Rząd meksykański wysłał buldożery, aby rozproszyć zgromadzone tysiące, a żołnierze ostrzelali tłum rewolucjonistów.

## Przygotowania
W okresie poprzedzającym igrzyska, Smith i Carlos uczestniczyli w organizacji Projektu Olimpijskiego dla Praw Człowieka (OPHR), który reprezentował ich separatystyczną czarną dumę i świadomość klasową. Organizacja ta nawoływała też do bojkotu igrzysk olimpijskich przez czarnoskórych zawodników w ramach protestu przeciwko udziałowi w igrzyskach zawodników z rasistowskiego RPA, domagała się również ustąpienia Avery’ego Brundage’a ze stanowiska przewodniczącego Międzynarodowego Komitetu Olimpijskiego, który od dziesięcioleci między innymi sprzeciwiał się takiemu upolitycznieniu sportu, oraz przywrócenia licencji bokserskiej Muhammadowi Alemu zawieszonemu po jego politycznym proteście z podobnym rasowym kontekstem.
Te konflikty rasowe między czarnoskórymi sportowcami ze Stanów Zjednoczonych a ich białymi kolegami przenosiły się na teren samych Igrzysk: w jednym incydencie czarni sportowcy zablokowali amerykańskich białych kolegów na bieżni. Także ta grupa postrzegała więc udział w igrzyskach olimpijskich jako okazję do agitacji na rzecz lepszego traktowania czarnoskórych sportowców i czarnoskórych ludzi na całym świecie.

## Realizacja
Gest polegał na uniesieniu pięści odzianej w czarną rękawiczkę (Tommy Smith wzniósł prawą rękę a John Carlos lewą, ponieważ dysponowali oni tylko jedną parą rękawiczek). Gest ten był powszechnie znanym symbolem amerykańskiego ruchu Black Pride równocześnie został on uznany za wyraz poparcia dla partii Czarne Pantery. Ponadto zawodnicy weszli na podium bez butów, mając na nogach czarne skarpety, co było symbolem dyskryminacji ekonomicznej czarnych mieszkańców Stanów Zjednoczonych Ameryki prowadzącej do skrajnego ubóstwa i głodu. W czasie gdy odgrywany był hymn USA i wciągana była flaga na maszt zawodnicy spuścili głowy.
Obaj zawodnicy amerykańscy oraz trzeci zawodnik znajdujący się na podium Australijczyk (białoskóry) Peter Norman mieli przypiętą na lewej piersi odznakę OPHR, czyli organizacji Projekt Olimpijski dla Praw Człowieka. Dla Petera Normana założenie odznaki OPHR był to gest solidarności z zawodnikami z USA.
Tommy Smith miał w tym czasie również czarny szalik, który symbolizował jedność i siłę czarnoskórych mieszkańców Ameryki i Afryki, natomiast John Carlos miał rozpiętą bluzę dresu, co było gestem solidarności z robotnikami, a także miał założone na szyi koraliki odwołujące się do historii niewolnictwa na terenie ówczesnych Stanów Zjednoczonych Ameryki.

## Konsekwencje
Za ten gest obaj zostali natychmiast ukarani przez przewodniczącego MKOl usunięciem z wioski olimpijskiej, a następnego dnia (17 października) zdyskwalifikowani dożywotnio, a także wykluczeni z amerykańskiej ekipy olimpijskiej przez Amerykański Komitet Olimpijski, który nakazał im też opuścić Meksyk w ciągu 48 godzin.
Avery Brundage domagał się również kary dla Petera Normana za gest solidarności polegający na założeniu odznaki OPHR. Ostatecznie został on ukarany jedynie naganą ustną, której udzielił mu szef reprezentacji australijskiej Julius Patching, nieoficjalnie broniący gestu Normana. Wielokrotnie potem odmawiano mu wyjazdu na kolejne zawody międzynarodowe. Został również wykluczony z udziału w kolejnych igrzyskach olimpijskich (australijska federacja lekkoatletyczna w tym przypadku zrezygnowała z możliwości wystawienia reprezentanta w biegu na 200 metrów mężczyzn). Wielokrotnie był również szykanowany i nazywany „trzecim czarnuchem”. Nie został natomiast ukarany białoskóry Paul Hoffman, wioślarz amerykański i członek osady ośmioosobowej, którego chciano ukarać za to, że dał swoją przypinkę OPHR Normanowi. Hoffman został uznany za niewinnego i wystąpił w igrzyskach olimpijskich w 1972 roku gdzie w konkurencji wioślarskiej ósemek zdobył srebrny medal.
Od 2004 roku na kampusie uniwersytetu San Jose stoi rzeźba przedstawiająca moment protestu. W 2013 roku usunięcie sportowców Międzynarodowy Komitet Olimpijski uznał za niezgodne z ideą olimpijską.